# Polistrupperna

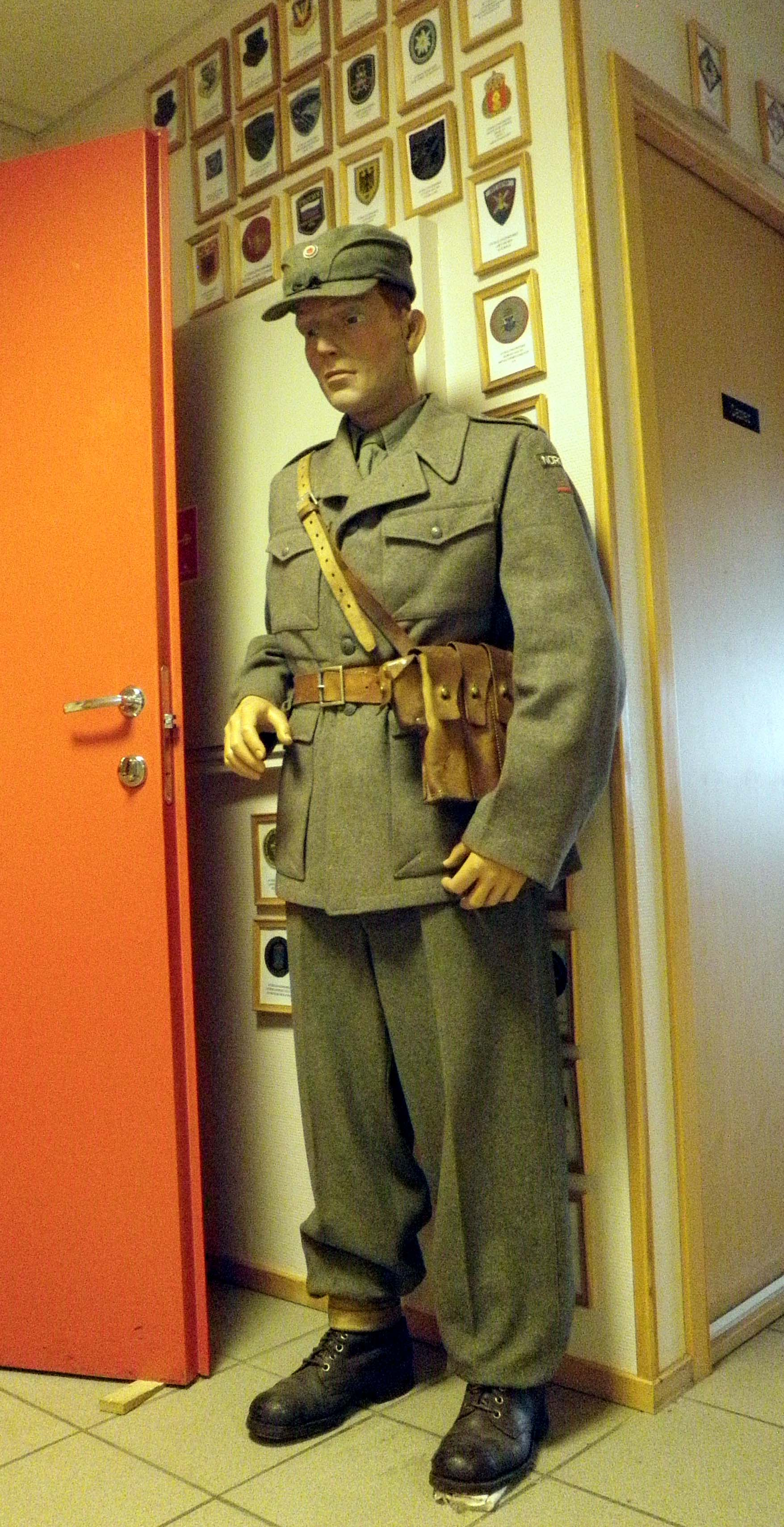
Polistruppernas uniformering

Polistrupperna (norska: Reservepolitiet, eller Polistropperne) var en avsiktligt vilseledande beteckning på de norska arméförband som uppsattes i Sverige under andra världskriget. Även utbildning av kustartillerister förekom och betecknades då som "hamnpolis". 

## Tillkomst
Efter Nazitysklands anfall på Norge den 9 april 1940 blev den norska armén, efter två månaders strid, tvungen att kapitulera. Arméns utrustning kom då att övertas av tyskarna, med mindre undantag för den utrustning som norska förband förde med sig vid internering i Sverige.
Under kriget kom många norska flyktingar över gränsen till det neutrala Sverige (50 000-60 000). Med hjälp av dem lades grunden till en helt ny norsk armé som rekryterades, utbildades och utrustades i Sverige. Den uppgick vid krigsslutet till cirka 13 500 man beredda till insats på divisionsnivå och ytterligare några tusen som befann sig under utbildning. Detta genomfördes i samförstånd mellan den svenska Samlingsregeringen och den norska exilregeringen i England.
Som ett uttryck för Norges tacksamhet för Sveriges utbildning och utrustning av polissoldaterna överlämnade kung Olav 1983 en minnessten till kung Carl XVI Gustaf. Minnesstenen Norges tack står på Kungl. Djurgården i Stockholm. 
På motsvarande sätt sattes även en dansk styrka upp, Danska brigaden. Uppsättningen av danska styrkor gick dock långsammare, då det inte fanns någon dansk exilregering. Dessutom var antalet danska flyktingar färre. Vid krigets slut hade dock en brigad om 3 600 satts upp. Då uppsättning av utländska stridsförband i Sverige stod i strid med den neutralitetsförklaring som Sverige lämnat vid krigsutbrottet mellan Tyskland och västmakterna i september 1939, lades stor möda på att dölja verksamhetens verkliga karaktär och omfattning.

## Fas 1. Mönstring och rekrytering

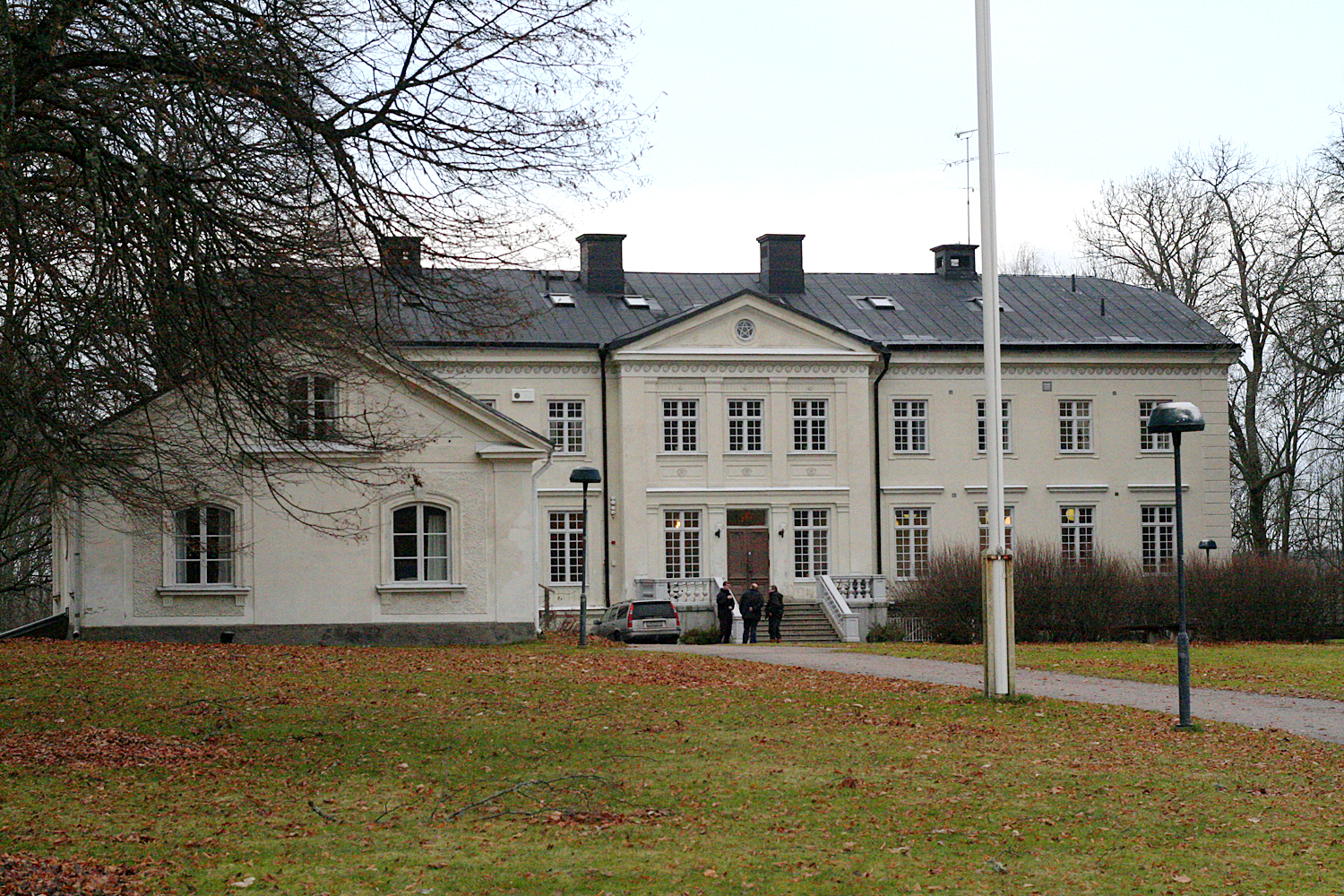
Kjesäters Slott 2008. Flyktingsluss under andra världskriget.

De till Sverige ankomna norrmännen sändes till transitlägren Öreryd i Småland och Kjesäter i Södermanland för registrering och vidare utslussning till den svenska arbetsmarknaden. Många norrmän sysselsattes med skogsavverkning, vilket var viktigt för att trygga bränsleförsörjningen under kriget. Den norska exilregeringen kunde inte inkalla värnpliktiga i Sverige och rekrytering av militär personal kunde inte ske öppet utan att tyskarna skulle upptäcka vad som pågick, vilket skulle leda till att svenska myndigheter skulle bli tvungna att sätta stopp för verksamheten. Dessa problem löstes av den norske läkaren Carl Semb, som fick den norska exilregeringen att skjuta till pengar till särskilda ”hälsoläger” med motiveringen att de norska flyktingarna behövde genomgå medicinsk undersökning och vaccinering. De svenska myndigheterna kunde sedan kalla in norska flyktingar till ”hälsoundersökningar”.
Ett 40-tal läger upprättades under sommaren och hösten 1943. Varje lägerperiod omfattade flera veckor, under vilka undersökning av militär lämplighet, fysisk träning och rekrytering kunde ske. Det var inte obligatoriskt att ansluta sig till ”polisutbildning”, men norrmännen ställde upp på detta i stor utsträckning. Hälsolägren sorterade under socialdepartementet där Gustav Möller var statsråd. I handläggningen av ärenden om "Polistrupperna" medverkade ofta Tage Erlander, sedermera svensk statsminister. Försvarsdepartementet hölls länge utanför.

## Fas 2. Organisation och utrustning

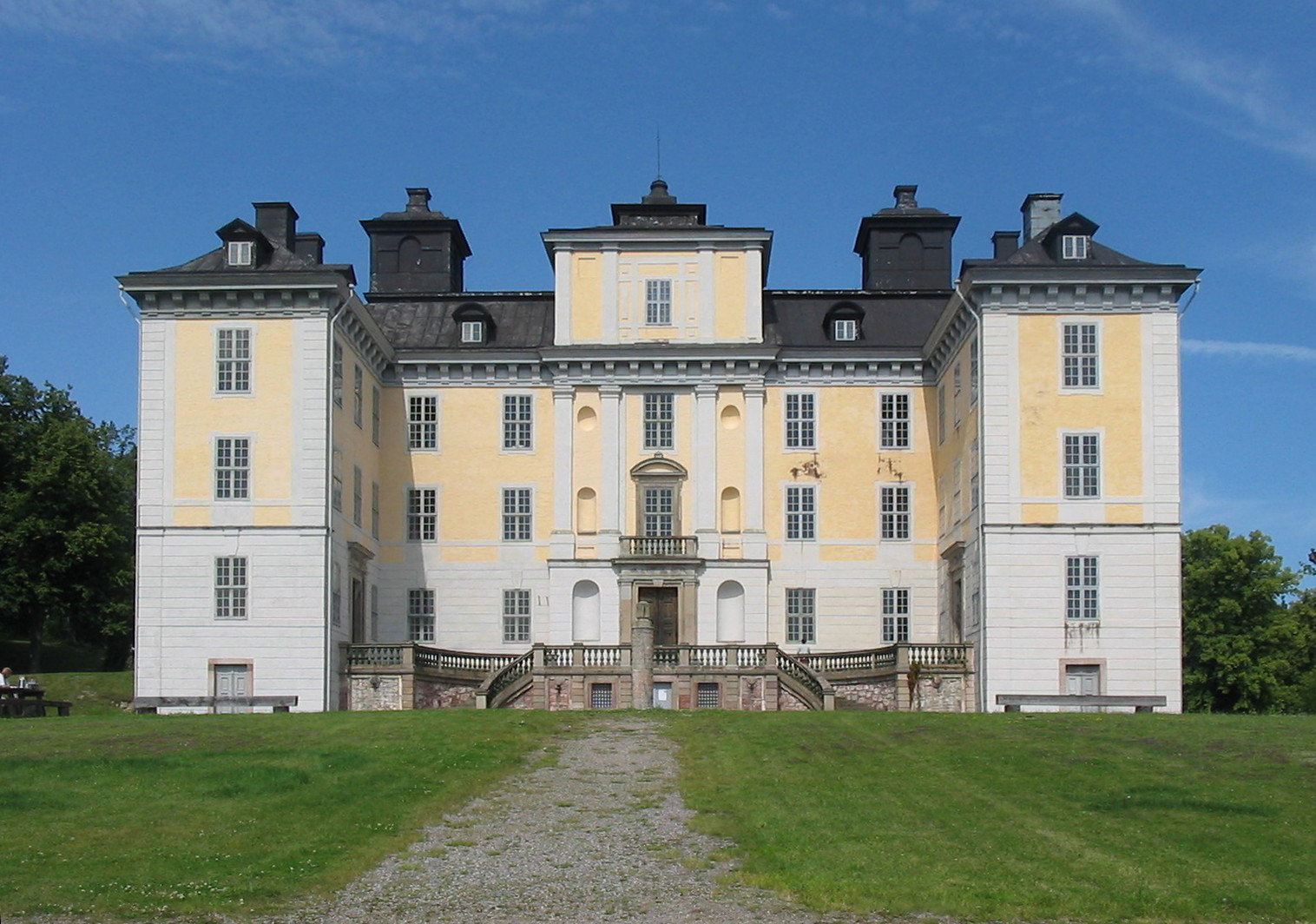
Mälsåkers slott 2007. Norsk befälsskola under andra världskriget.

För att utbilda ”Polistrupperna” upprättades särskilda läger. Vid upprättandet av dessa och vid utrustningen av trupperna spelade en svensk eldsjäl, docenten i kriminalteknik Harry Söderman en stor roll. Han var initiativtagare till bildandet av Statens kriminaltekniska anstalt. Lägerverksamheten bekostades av den norska exilregeringen som hade intäkter från de norska handelsflottan. I Sverige administrerades detta genom den norska legationen. Svenska staten bidrog dock genom att regeringen medgav att kriminaltekniska anstalten fick lov att rekvirera utrustning från svenska arméförråd. Som sekreterare åt Söderman tjänstgjorde bland annat barnboksförfattaren Astrid Lindgren.
Polistruppernas utbildningsläger varierade något över tiden, men bland annat berördes följande platser:
- Bataljon I. Övertorneå. Chef: Odd Mölster
- Bataljon II. Övertorneå
- Bataljon III. Baggböle i Njurunda landskommun. Chef: Kapten Ola Tvedt
- Bataljon IV. Öreryd. Chef: Axel Baumann
- Bataljon V. Övertorneå. Chef: Major Oliver Smith
- Bataljon VI. Bäckehagen, norr om Falun
- Bataljon VII. Skålmyra och Tappudden, Furudal. Chef: Niclas Baumann
- Bataljon VIII. Skålmyra, Furudal
- Bataljon IX. Tappudden, Furudal (ej klar före krigsslutet)
- Finnmarksbataljonen. Färna bruk, nordväst om Västerås
- Skjutplats och befälsskola, senare artilleriutb. Mälsåker, ostnordost om Stallarholmen
- Kustartilleri (”Hamnpolis”) och radiopersonal. Mauritzberg på Vikbolandet
- HS-bataljonen (Hjemmestyrkene-bataljonen), skjutläger, samt utbildning av sanitetspersonal och Milorg-specialister. Älgberget, norr om Björbo, Dalarna
- Sanitetspersonal. Stråtenbo nordnordost om Borlänge, Dalarna
- Disciplin- och sorteringsläger. Tofta brunn, Sundborn, Dalarna
- Avdelning I (radio och telegrafi på långdistans). Mossebo, utanför Öreryd
- Kommandoträningsläger ("Vidarereiseforlegning"). Ählby, på Ekerö, väster om Stockholm, Chef: löjtnant Kristen Aasen, SOE ("Kompani Linge")
- Utbildning av bilmekaniker, chaufförer, mc-ordonnanser och lottor. Berga, Turinge, Stockholms län
- Hästvårdare och signalister. Holmarudden, Erikslund, väster om Ånge, Västernorrlands län
- Rikspolitiet och generalstabsofficerare. Johannesbergs slott, Gottröra, Stockholms län
- Befäls-, signalist- och vapenteknikerutbildning. Runsten ("Torpet"), utanför Johannesberg, Gottröra, Stockholms län
- Militär hundskola. Stora Fors, Gottröra, Stockholms län
- Flygaspiranter. Skarpnäck, Stockholm
- Fallskärmshoppare och radiotelegrafister. Kallax (F21), söder om Luleå, Norrbottens län
- Mottagningscentral, förhörs- och rekryteringskontor för polistrupperna och SOE. Kjesäters slott, öster om Vingåker, Södermanlands län
- "Finse" (2.000 soldater för västra Finnmark). Karesuando, gränsen mot Finland, nordost om Kiruna
- Pionjärer (ingenjörsförband). Voxna, Ovanåker, väster om Bollnäs, Hälsingland
- Trafikreglering och radiobiltjänst. Åkeshovs gård, Åkeshov i Stockholms kommun

Utbildningen omfattade inledningsvis lätta handeldvapen, men successivt tillfördes tyngre vapen. Dessutom bedrevs sjukvårdstjänst och förbindelsetjänst.

## Fas 3. Större manövrar
Vid polistrupperna rådde brist på utbildat norskt yrkesbefäl. Eftersom verksamheten hölls hemlig för svenska militära myndigheter var hjälpen från dessa begränsad fram till hösten 1944. Den norske befälhavaren, försvarsattachén i Stockholm Ole Berg begärde då hos försvarsministern Per Edvin Sköld att få hjälp av Försvarsstaben. Därifrån togs initiativ till en större fältövning, vilken bedrevs i Dalarna under tiden 1-8 december 1944 och omfattade 4 800 man. Övningen visade att de norska soldaterna uppvisade stor entusiasm, men att befälet hade stora brister inom områdena sambandstjänst, ledning och logistik.

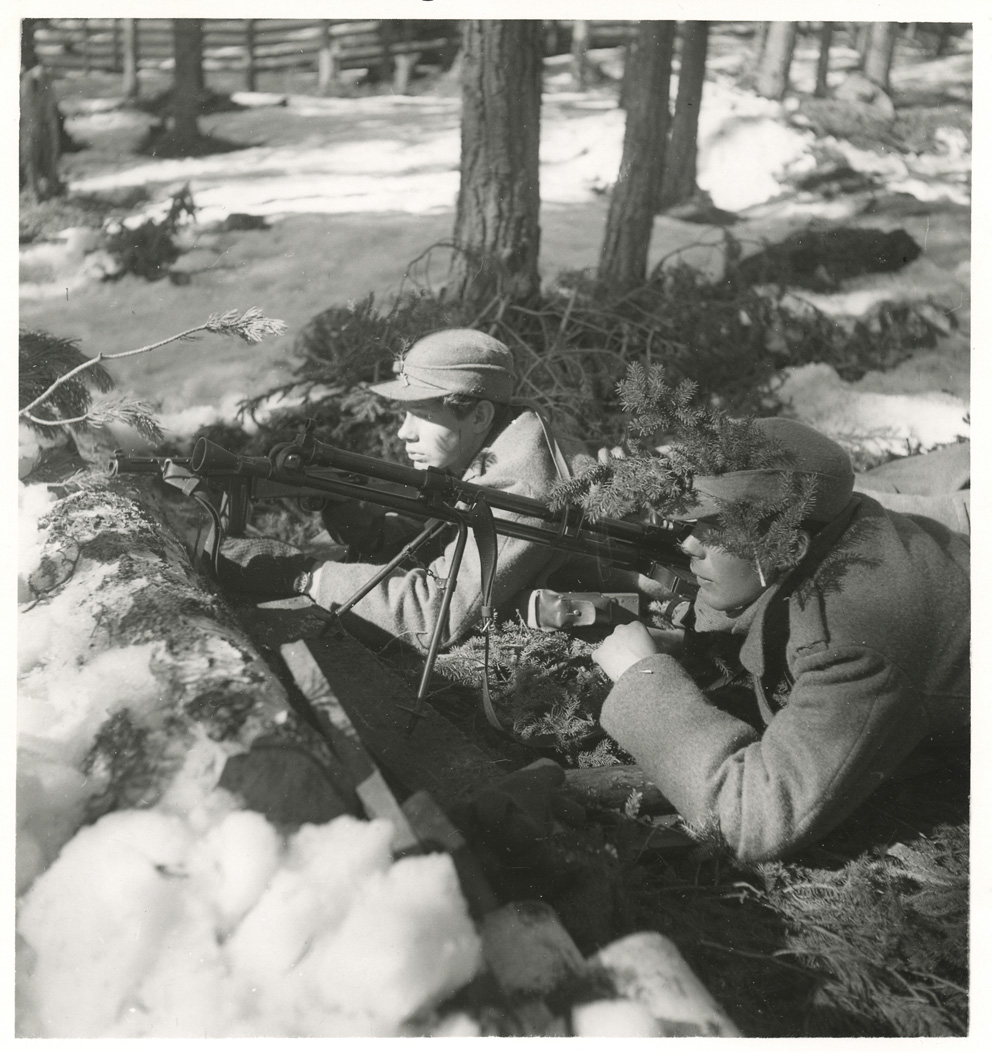
Polistrupper i övning

En ny fältövning ägde därför rum i Hälsingland den 4-14 april 1945 i området Ljusdal-Bollnäs-Edsbyn, där terrängen ansågs likna viktiga områden i Norge. I denna deltog 6 000 man, vilket innebar att det var den största norska manövern sedan år 1916. Övningsledare från svensk sida var Nils Swedlund och prins Gustaf Adolf från Försvarsstaben samt Ole Berg, som sedermera blev norsk ÖB, och Olaf Helset, "Hjälten från striden vid Midtskogens gård".

## Insatser i Norge
Från 12 januari 1945 deltog omkring 1300 man av polistrupperna i befrielsen av Finnmark fylke. Vid krigets slut överfördes resterande trupp till Norge där de användes för ordningshållning och gripande av samarbetsmän.

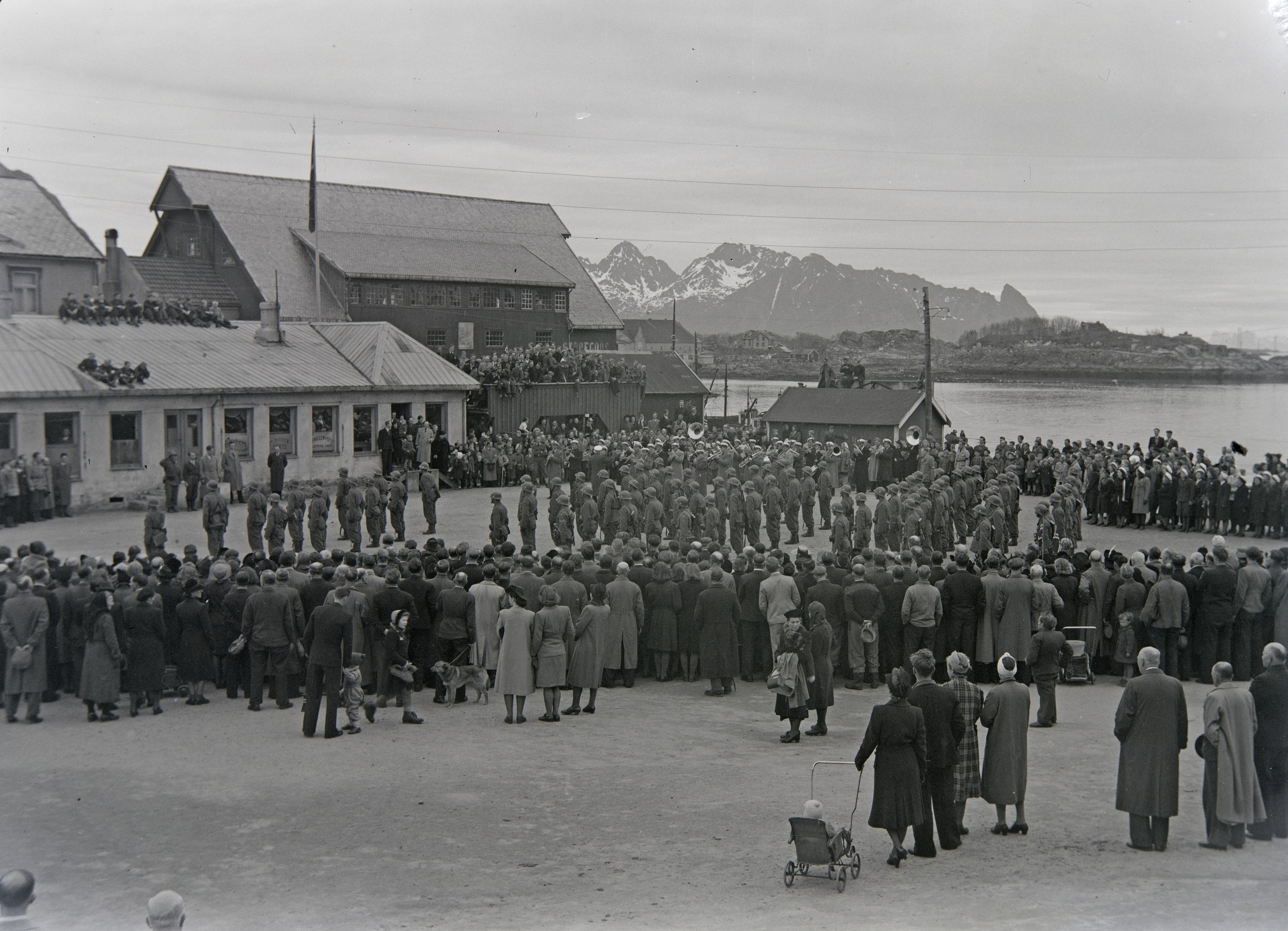
Polistrupperna i Svolvær 15 maj 1945.
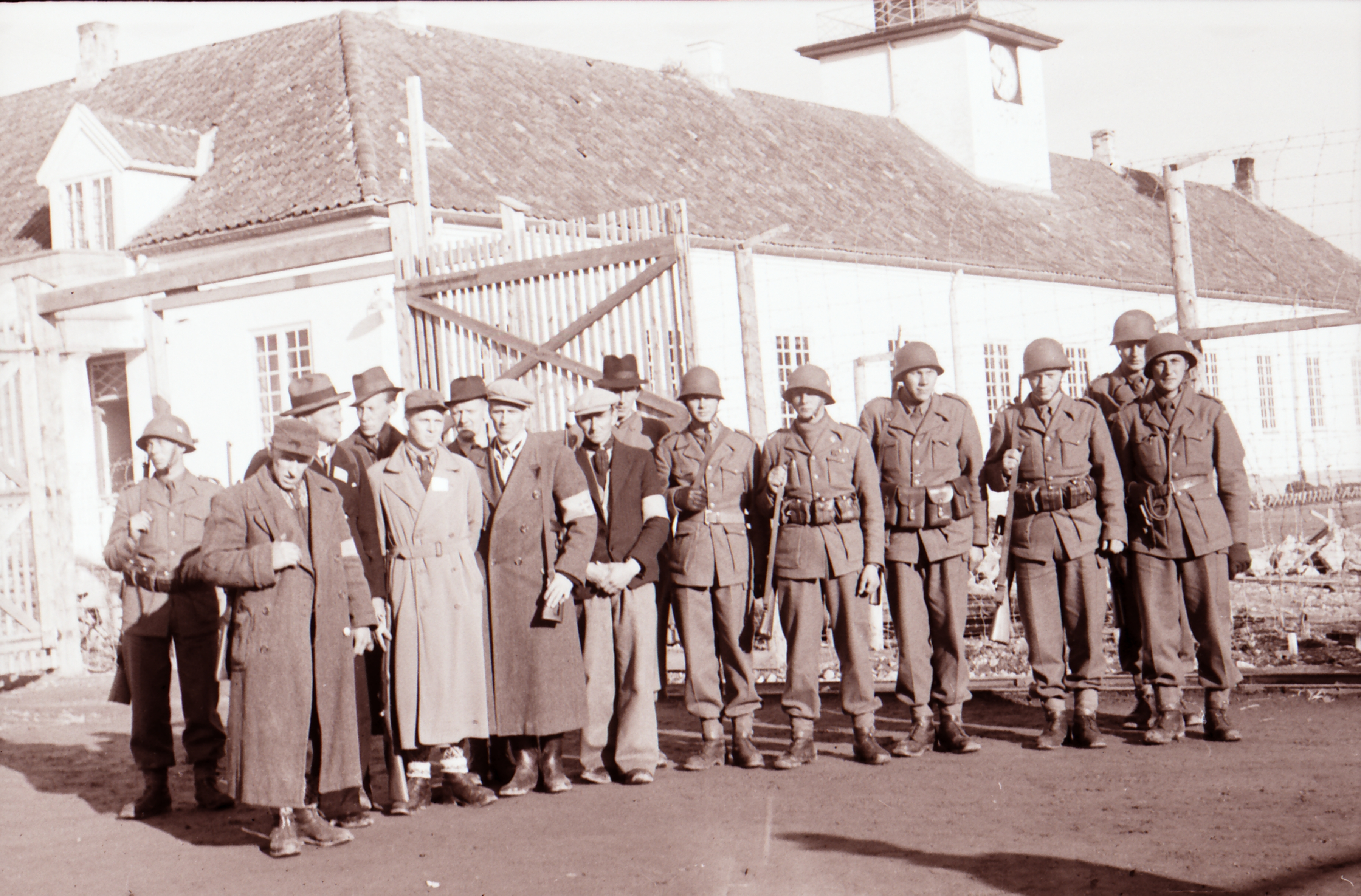
Motståndsmän (till vänster) och nyanlända polistrupper (till höger) vid Falstad sedan det efter befrielsen börjat användas för att internera samarbetsmän.
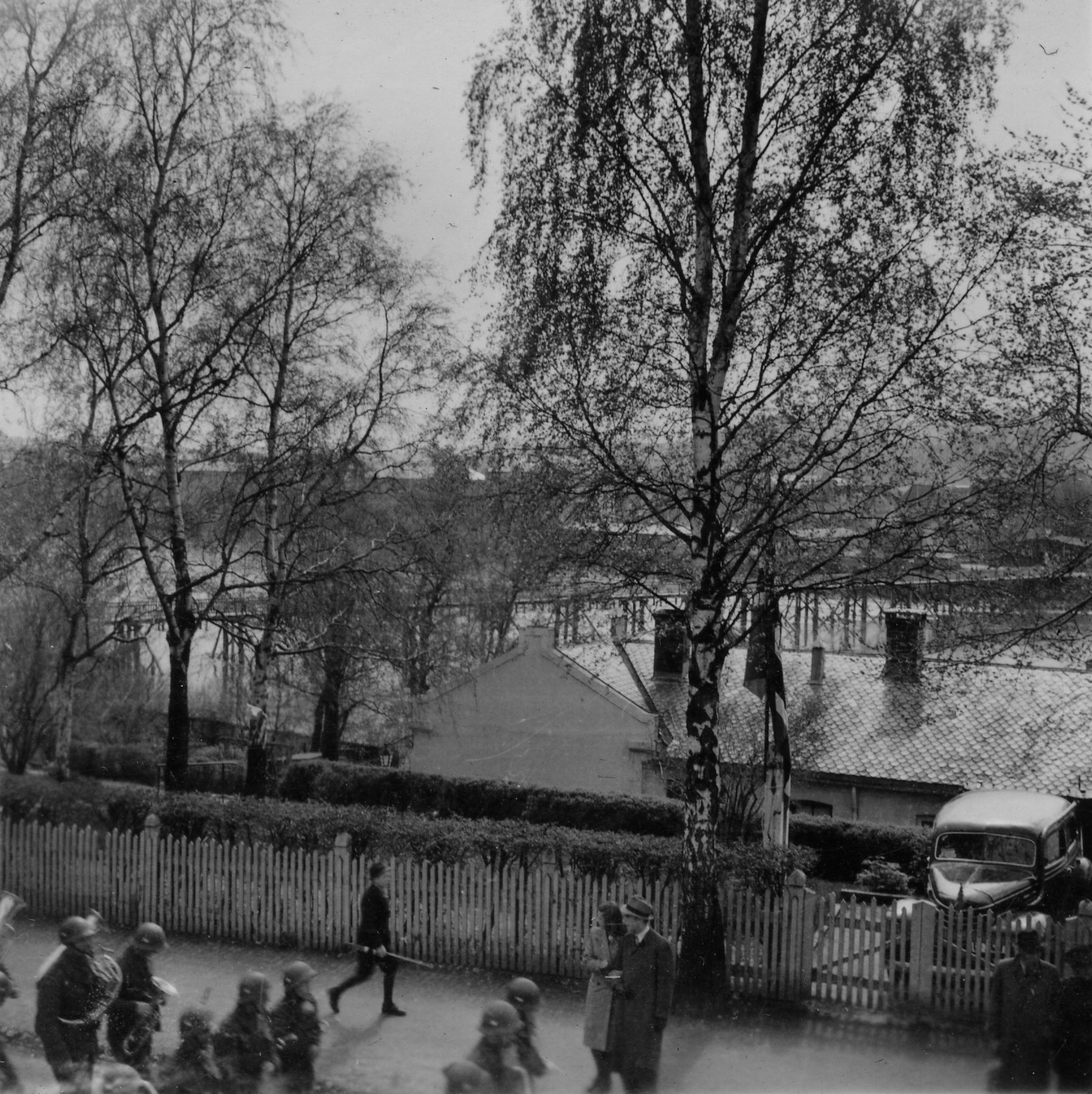
Polistruppernas musikkår i Trondheim 1945.